# Province de Rhénanie-Hesse-Nassau
La province de Rhénanie-Hesse-Nassau était une province de l'État libre de Prusse de 1945 à 1946. Sa capitale était Coblence.
Elle fut créée à l'issue de la Seconde Guerre mondiale à partir de la Province de Rhénanie et de la Province de Nassau, situées dans la zone d'occupation française. En 1946, elle fut intégrée au land de Rhénanie-Palatinat.